# Villa Rustica (Seeb)

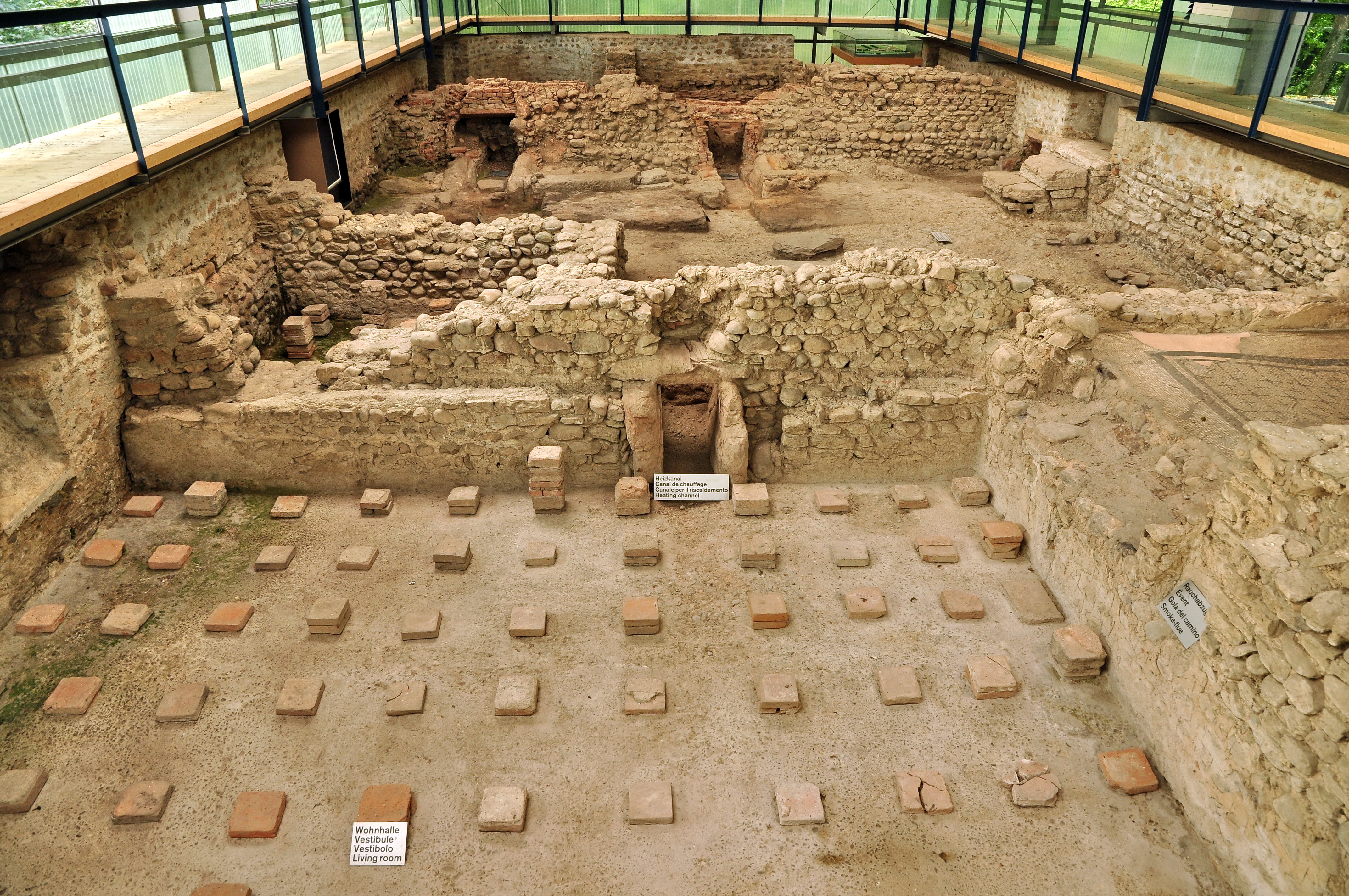
Die Reste der Villa

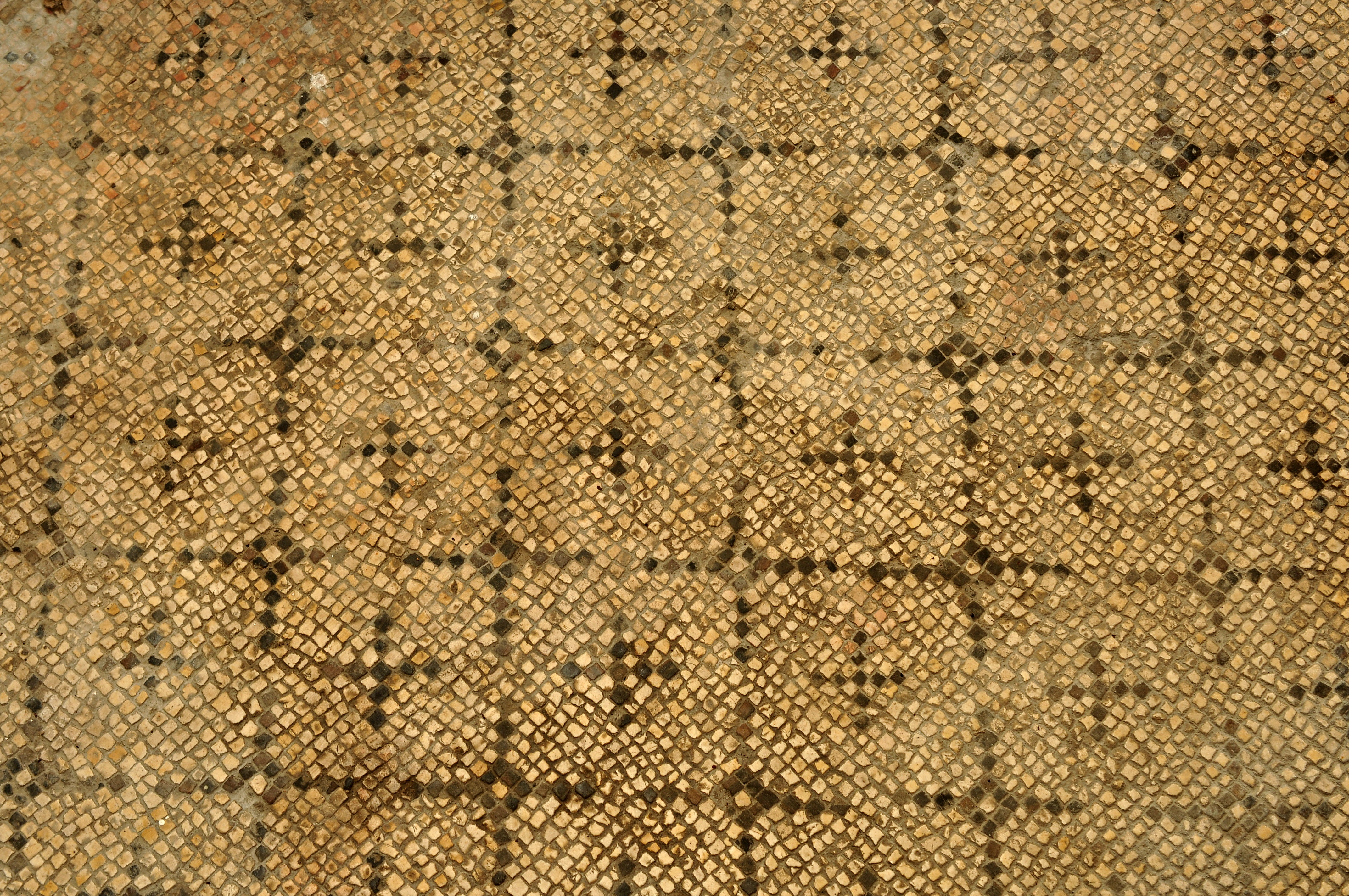
Mosaikboden

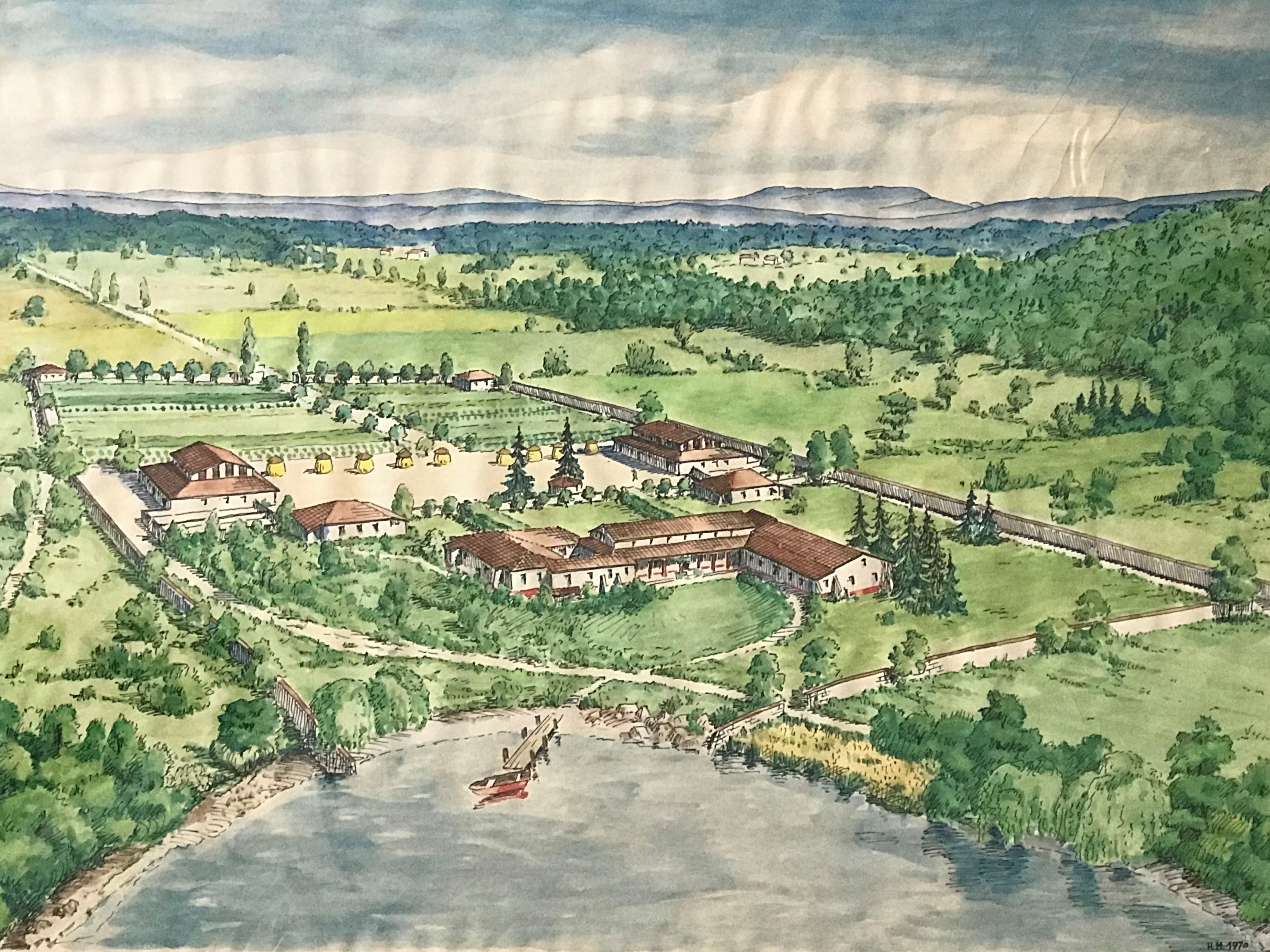
Rekonstruktion von Hermann Meyer (1970)

Bei der Villa Rustica bei Seeb handelt es sich um die Reste eines römischen Gutshofs nahe der Ortschaft Winkel im Kanton Zürich in der Schweiz.

## Beschreibung
Reste der Villa rustica waren schon seit mindestens dem 19. Jahrhundert bekannt. Teile des Herrenhauses wurden 1963 bis 1970 systematisch ausgegraben und teilweise konserviert. Ein Teil der einst prächtigen Villa befindet sich in einem Schutzbau, der Rest der Anlage ist heute ein Freilichtmuseum und gehört zu den besterhaltenen ihrer Art in der Ostschweiz. Im Schaugarten wachsen für die römische Zeit in der Schweiz nachgewiesene Pflanzen.
Die Villa bestand zunächst im ersten Jahrhundert nach Christus aus einem einfachen Hallenbau, der in mehreren Etappen erweitert wurde und diverse Flügel erhielt, darunter auch ein Badehaus. Diese Villa war Teil einer grösseren Anlage, die von mehreren Mauern umgrenzt war. Bei verschiedenen hallenartigen Bauten im Vorfeld der eigentlichen Villa mag es sich einst um Scheunen oder Speicher, aber auch um Wohnbauten für Bedienstete gehandelt haben. Vor dem Herrenhaus steht ein monumentales Brunnenhaus.

### Herrenhaus
Das Herrenhaus war unter anderem mit Wandmalereien und Mosaiken dekoriert. Im Westflügel befanden sich neben einem Töpferofen das Apodyterium (Umkleideraum), Caldarium (Warmwasserbad), Frigidarium (Kaltwasserbad), Tepidarium (Lauwarmwasserbad) sowie die Heizzentrale mit Praefurnium (Heizkanal) und Hypokaustum (Fußboden- und Wandheizung).

## Besichtigung
Der Aussenbereich ist frei zugänglich, die Schutzbauten sind von Ostern bis Oktober an Wochenenden geöffnet.